# 47

47(사십칠)은 46보다 크고 48보다 작은 자연수다.

## 수학
- 15번째 소수(素數)다. 앞의 소수는 43, 다음 소수는 53이다.
  - 5번째 안전 소수(↔ 23)다. 앞의 안전 소수는 23, 다음은 59다.
- 8번째 뤼카 수다. 앞의 뤼카 수는 29, 다음은 76이다.
- 서로 다른 세 소수(素數)의 합으로 나타낼 수 있는 방법이 9가지인 가장 작은 수다.

{\displaystyle 47=3+7+37=3+13+31=5+11+31}
{\displaystyle =5+13+29=5+19+23=7+11+29}
{\displaystyle =7+17+23=11+13+23=11+17+19}

## 과학
- 은(Ag)의 원자번호.
- NGC 47/58: 고래자리 방향에 있는 막대나선은하.

## 교통
- 고속도로
  - 유럽 고속도로 47호선(영어판): 독일 뤼베크에서 스웨덴 헬싱보리까지 이어지는 유럽 고속도로.
- 국도 제47호선
  - 대한민국 47번 국도: 경기도 안산시 상록구에서 강원특별자치도 철원군 김화읍까지 이어지는 대한민국의 일반 국도.
  - 일본 47번 국도: 미야기현 센다이시 미야기노구에서 야마가타현 사카타시까지 이어지는 일본의 국도.
- 기타 도로
  - 현도 제47호선

## 군사
- P-47
- CH-47
- B-47
- C-47
- U-47: 독일의 군용 잠수함. 제1차 세계 대전에 사용된 1916년제 모델(영어판)과 제2차 세계 대전에 사용된 1938년제 모델이 있다.

## 문화유산
- 대한민국의 국보 제47호: 하동 쌍계사 진감선사탑비
- 대한민국의 보물 제47호: 보령 성주사지 서 삼층석탑
- 대한민국의 사적 제47호: 경주 명활성

## 방송
- 스카이라이프의 CNTV 채널 번호.
- 지니 TV의 드라맥스 채널 번호.
- B tv의 HQ플러스 채널 번호.
- U+ TV의 씨네프 채널 번호.
- LG헬로비전과 KT HCN의 E채널 채널 번호.
- B tv 케이블의 OCN 채널 번호.

## 스포츠

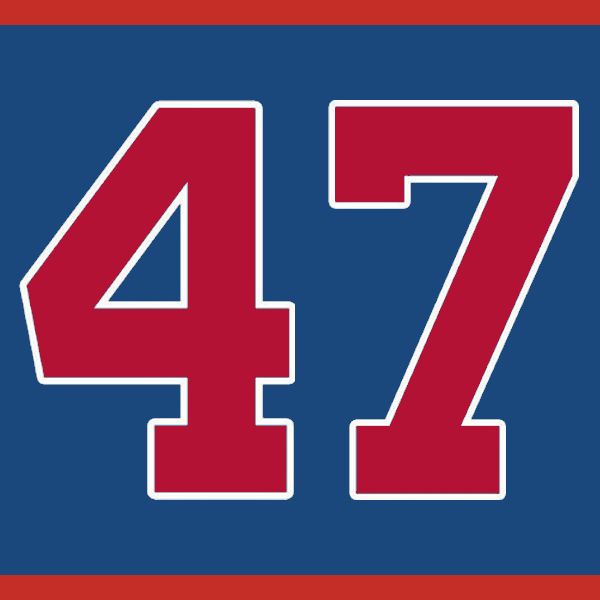

- 2006년 KBO 리그 삼성 라이온즈의 오승환 선수는 한 시즌 47개의 세이브를 기록하여 이와세 히토키가 2005년에 세운 아시아 최다 세이브 기록을 경신하였다.
- 애틀랜타 브레이브스의 영구 결번 톰 글래빈의 영향으로, 왼손 투수들은 이 등번호를 많이 사용한다.

## 기타
- 날짜: 4월 7일
- 연도: 47년, 기원전 47년
- 히트맨시리즈 주인공의 이름. “코드네임 47” 이라고도 한다.
- 47년 그룹 제2차 세계대전 후 새로운 독일문학을 창조하자는 시인·소설가·비평가들의 모임.
- 일본은 47개 도도부현으로 구성되어 있다.
- 대한민국 소방청에서 사용하는 무전 약어로 '알았나'라는 뜻이다. 무전을 마친 후 내용을 제대로 들었는지 여부를 묻기 위해 '사륙' 을 덧붙이고, 상대방은 '알았다.'로 답하려면 '사칠', 제대로 못 들었다면 '재송 바람' 으로 응답한다.
  - 현대자동차그룹이 소방관들을 위한 회복지원 현대 유니버스 수소전기버스를 제주 소방청에 기증했는데 이 무전 용어를 가지고 소방청과 함께 영상을 만들었다.